# Gajusz Memmiusz (trybun 111 p.n.e.)
Gaius Memmius (zm. 100 p.n.e.) – rzymski polityk ze stronnictwa popularów, mówca i trybun ludowy z okresu schyłku republiki.
Gajusz Memmiusz zaczynał karierę prawdopodobnie jako trybun wojskowy pod Numancją w armii konsula w 134 p.n.e. Scypiona Afrykańskiego Młodszego. Do niego może odnosić się niepochlebna opinia Scypiona, zanotowana przez Frontynusa z okresu, gdy konsul przywracał dyscyplinę w zdemoralizowanych oddziałach oblegających Numancję. Był trybunem ludowym w 111 p.n.e. W 104 p.n.e. był pretorem a następnie prawdopodobnie namiestnikiem Macedonii. Oskarżał przekupionych przez Jugurtę dowódców, m.in. Bestię i Skaurusa, którzy po pokonaniu Jugurty zawarli z nim pokój na zbyt łagodnych warunkach. Złożył wniosek przegłosowany przez komicja trybusowe, wzywający Jugurtę do Rzymu, aby wskazał senatorów, którzy brali od niego pieniądze. Na mocy uchwały pretor Lucjusz Kasjusz Longinus został wysłany do Numidii z gwarancjami nietykalności dla Jugurty. Gdy Jugurta przybył do Rzymu i został wezwany do wydania przekupnych senatorów, trybun ludowy Gajusz Bebiusz złożył weto. Gdy ubiegał się o konsulat na 99 p.n.e., został zatłuczony kijami na śmierć w 100 p.n.e. przez członków bandy Serwiliusza Glaucji. Sam Serwiliusz, który jako urzędujący pretor ubiegał się wbrew prawu o konsulat, w ten sposób pozbył się konkurenta.
Salustiusz opisuje go jako energicznego mówcę i zdecydowanego przeciwnika nobilów.